# Parque Nacional Wood Buffalo
O Parque Nacional Wood Buffalo está localizado no norte da província de Alberta e no sul dos Territórios do Noroeste,  Canadá. Foi estabelecido em 1922 e tem uma área de 44.807 km², sendo o maior parque canadense em extensão. O parque foi criado para proteger o maior rebanho livre de bisão do mundo. Estima-se que mais de 2.000 bisões vivem no local. Inúmeras outras espécies de animais selvagens também vivem no parque, como, por exemplo, alces, ursos negros, lobos, castores, linces entre outros. Em 1983 o parque foi reconhecido como patrimônio mundial pela UNESCO.